# 무릴루 드 알메이다
무릴루 히베이루 지 아우메이다(브라질 포르투갈어: Murilo Ribeiro de Almeida, 유럽 포르투갈어식 발음은 "무릴루 히베이루 드 알메이다" 1989년 1월 21일 ~ )는 동티모르의 축구 선수이다.
브라질 상파울루주 프레시덴테프루덴테에서 태어났으며, 후에 동티모르 축구 국가대표팀 감독을 맡은 축구 동료 안토니우 카를루스 비에이라에 의해 동티모르로 귀화했다.

## 국가대표 경력
2011년 동남아시아 경기 대회에서 23세 이하 대표팀으로 처음 출전하였으며, 2012년 동티모르대표팀에 데뷔했다. 그는 국제 A매치 7경기에 출전해서 6골을 득점하였다.

## 통계
| 동티모르 | 동티모르 | 동티모르 |
| 연도     | 출전     | 골       |
| -------- | -------- | -------- |
| 2012     | 3        | 3        |
| 2013     | 0        | 0        |
| 2014     | 4        | 3        |
| 합계     | 7        | 6        |